# Cantó de Maurç
El cantó de Maurç és un cantó francès del departament del Cantal, situat al districte d'Orlhac. Té 14 municipis i el cap és Maurç.

## Municipis
- Boisset
- Fournoulès
- Leynhac
- Maurç
- Montmurat
- Mourjou
- Quézac
- Rouziers
- Saint-Antoine
- Saint-Constant
- Saint-Étienne-de-Maurs
- Saint-Julien-de-Toursac
- Saint-Santin-de-Maurs
- Le Trioulou

## Història
| Data d'elecció                           | Identitat         | Partit           | Qualitat |
| ---------------------------------------- | ----------------- | ---------------- | -------- |
| 1961-1967                                | Roger Jalenques   | CNIP             |          |
| 1967-1985                                | Jean Cipière      | PCF              |          |
| 1985-1992                                | Bernard Laurens   | CNI              |          |
| 1992-1998                                | Jean Cipière      | PCF              |          |
| 1998-                                    | François Vermande | RPR, després UMP |          |
| les dades anteriors no són pas conegudes |                   |                  |          |
|                                          |                   |                  |          |

## Demografia
| 1962  | 1968  | 1975  | 1982  | 1990  | 1999  | 2007  |
| ----- | ----- | ----- | ----- | ----- | ----- | ----- |
| 7.246 | 7.707 | 7.462 | 7.124 | 6.655 | 6.159 | 6.235 |